# Storm Reid
Storm Reid, född 1 juli 2003 i Atlanta, Georgia, är en amerikansk skådespelare.
Reid har medverkat i ett flertal film och TV-serieproduktioner. Bland har hon setts i filmen 12 Years a Slave från 2013. Det stora genombrottet fick hon i filmen Ett veck i tiden från 2018. Hon har även medverkat i TV-serien Euphoria. Hon har även medverkat i The Invisible Man (2020) och The Suicide Squad (2021). Under 2023 kommer medverka i skräckfilmen The Nun 2.

## Filmografi (i urval)
- 2013: 12 Years a Slave
- 2018: Ett veck i tiden
- 2019: Euphoria
- 2020: The Invisible Man
- 2021: The Suicide Squad
- 2023: The Nun 2